# 阿巴丁 (阿肯色州)
阿巴丁（英語：Aberdeen）是位於美國阿肯色州門羅縣的一個非建制地區。該地的面積和人口皆未知。

## 地理
阿巴丁的座標為34°36′12″N 91°20′30″W / 34.60333°N 91.34167°W，而該地的平均海拔高度為19米（即69英尺）。